# Jenny Elvers

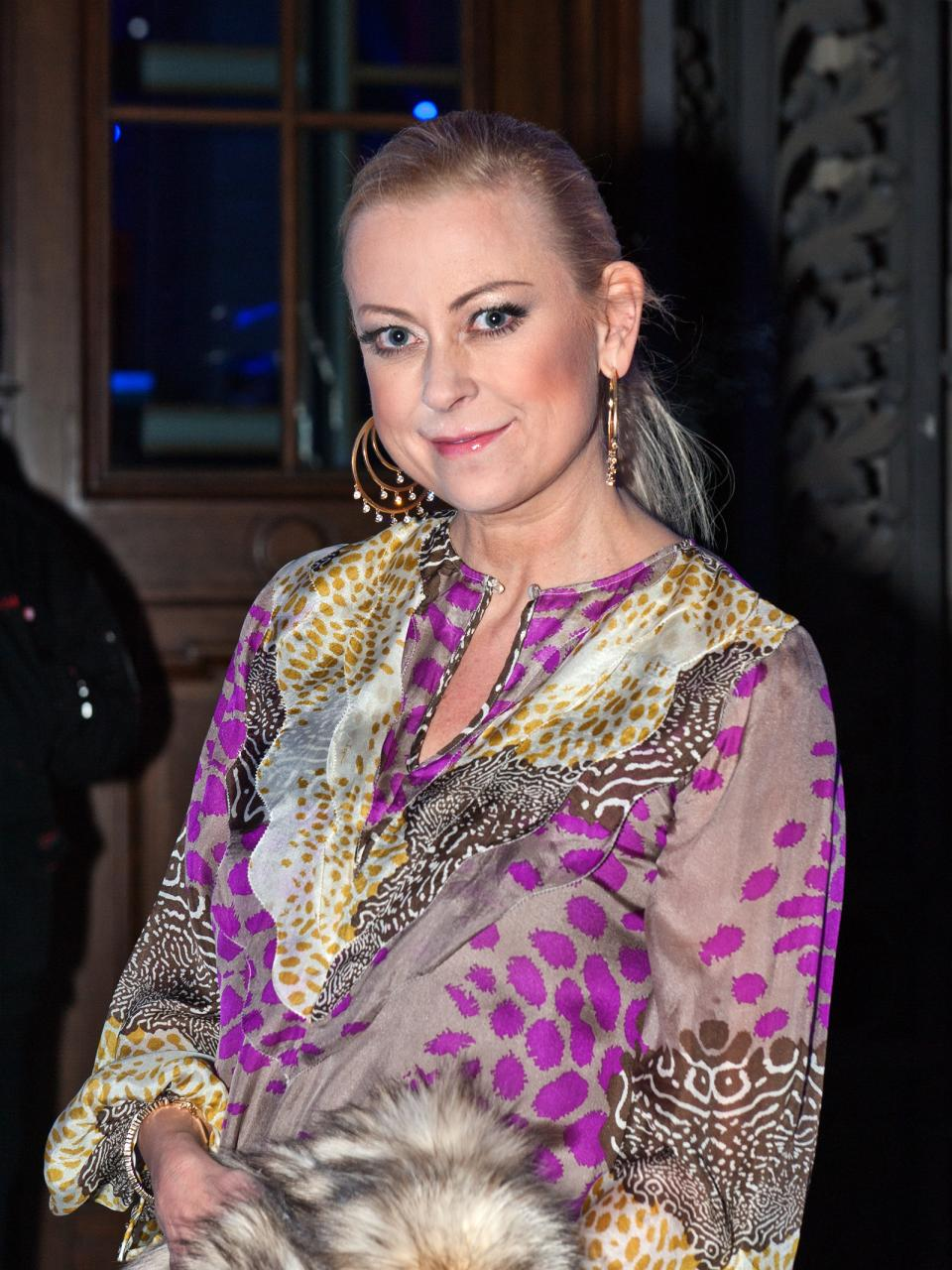
Jenny Elvers-Elbertzhagen

Jenny Elvers (în perioada 2003-2013 Jenny Elvers-Elbertzhagen; n. 11 mai 1972, Lüneburg, Saxonia Inferioară, RFG) este o actriță și moderatoare TV germană.